# 339
Правління синів Костянтина Великого у Римській імперії. У Китаї правління династії Цзінь. В Індії починається період імперії Гуптів. В Японії триває період Ямато. У Персії править династія Сассанідів.
На території лісостепової України Черняхівська культура. У Північному Причорномор'ї готи й сармати.

## Події
- У Месопотамії починається 11-річний період війни між Римською імперією і Персією Сассанідів, без особливих успіхів з обох сторін.
- Аріанці перемагають у Константинополі та Александрії, змістивши Павла Ісповідника й Афанасія Великого, відповідно.

## Померли
- Євсевій Кесарійський